# Turó de Montigalà
El turó de Montigalà és una muntanya de 152 metres que es troba al municipi de Badalona (Barcelonès) en el barri homònim, al qual va donar el nom. Al seu cim s'hi situa la Creu de Montigalà, monument col·locat per les Festes Constantinianes de 1913, que commemoraven l'Edicte de Milà de 313.

## Topònim
En la bibliografia culta s'empra Montigalar, almenys fins ben entrat el segle xx. D'altra banda, Alcover i Moll esmenten també la mateixa forma de Montigalar en el seu diccionari com una deformació de l'original Mont Aguilar, per metàtesi. Sembla que al segle xi la muntanya apareix anomenada com mons aquilaris en diversos documents. Formes derivades com aquila, aquilaris i aquilaria es remunten, com a mínim, des del segle vi. Per tant, és un topònim antic que fa referència a una àguila. Tanmateix és freqüent aquest tipus de topònims en muntanyes punxegudes amb forma d'agulló.

## Restes arqueològiques
Segons Josep Barriga, l'any 1776: 
| « | amb motiu de plantar vinya, s'hi van trobar algunes criptes que contenien uns cossos de figura gran i quasi agegantades, i encara que la major part eren cendre, es veien alguns ossos i es conservaven unes com llances; miraven a orient... | » |

 A més a més, gravada a la roca hi havia, com una ara dedicada al Sol, amb una inscripció llatina que resava: SOLI SACRUM A P ABASC·ANTUS. L'última part, possiblement era el nom d'una persona d'origen ibèric.